# Хосе Луїс Павоні
Хосе Луїс Павоні (ісп. José Luis Pavoni, нар. 23 травня 1954, Росаріо) — аргентинський футболіст, що грав на позиції захисника. По завершенні ігрової кар'єри — тренер.
Виступав за провідні аргентинські клуби «Ньюеллс Олд Бойз», «Рівер Плейт» та «Архентінос Хуніорс», а також національну збірну Аргентини, у складі якої був учасником розіграшу Кубка Америки 1975 року.
Семиразовий чемпіон Аргентини. 

## Клубна кар'єра
У дорослому футболі дебютував 1973 року виступами за команду клубу «Ньюеллс Олд Бойз», в якій провів п'ять сезонів, взявши участь у 186 матчах чемпіонату.  Більшість часу, проведеного у складі «Ньюеллс Олд Бойз», був основним гравцем захисту команди, 1974 року ставав чемпіоном країни.
Згодом з 1978 по 1981 рік грав за «Рівер Плейт», у складі якого ще чотири рази ставав чемпіоном Аргентини, після чого на один рік залишав батьківщину, граючи 1982 року у Мексиці за  «УНАМ Пумас».
1983 року перейшов до клубу «Архентінос Хуніорс», за який відіграв шість сезонів. Граючи у складі «Архентінос Хуніорс» також здебільшого виходив на поле в основному складі команди. За цей час додав до переліку своїх трофеїв ще два титули чемпіона Аргентини. Завершив професійну кар'єру футболіста виступами за команду «Архентінос Хуніорс» у 1988 році.

## Виступи за збірну
1975 року залучався до складу національної збірної Аргентини. Зокрема був у її складі учасником тогорічного розіграшу Кубка Америки.

## Кар'єра тренера
Згодом працював футбольним тренером. Зокрема працював з молодіжною збірною Перу, яка 2007 року під його керівництвом брала участь у молодіжному чемпіонаті Південної Америки.

## Титули і досягнення
- Чемпіон Аргентини (7):

«Ньюеллс Олд Бойз»:  Метрополітано 1974
«Рівер Плейт»:  Метрополітано 1979, Насьйональ 1979, Метрополітано 1980, Насьйональ 1981
«Архентінос Хуніорс»:  Метрополітано 1984, Насьйональ 1985